# Historischer Atlas von Bayern
Der Historische Atlas von Bayern (HAB) ist eine aus Einzelbänden aufgebaute historisch-topographische Landesbeschreibung, die Besitz, Herrschaft und Verwaltung aller Organisationsebenen im heutigen Bayern von der Frühgeschichte bis in die Gegenwart dokumentiert. Die Bände des HAB enthalten vor allem Textbeiträge, Statistiken und Karten. Es sind noch nicht alle Atlasbände erschienen.

## Allgemeines
Die Grundlage für das Forschungsprojekt wurde 1906 durch die Gründung des ‚Vereins zur Herausgabe des Historischen Atlas von Bayern‘ gelegt. Die Kommission für bayerische Landesgeschichte (KBL) unterstützte den Verein seit 1927 finanziell und übernahm 1948, nach der Auflösung des Vereins, die Herausgabe. 1950 erschienen die ersten Bände des HAB, die in Zusammenarbeit mit der Bayerischen Archivverwaltung und dem Bayerischen Landesvermessungsamt herausgegeben werden.
Der HAB enthält unter anderem Informationen zur politischen und kirchlichen Herrschafts- und Verwaltungsorganisation (z. B. Grundherrschaft, Ortsherrschaft, Landeshoheit), zur Gerichtszugehörigkeit und -organisation sowie zu den politischen Gemeinden. Die in der Regel beigegebenen Karten (meist im Maßstab 1:100.000) geben Auskunft über historische Territorien und moderne Gemeinde- und Verwaltungsstrukturen.

## Aufbau und Bearbeitungsstand
Der HAB ist in die vier Teile Altbayern, Franken, Schwaben und Kirchliche Organisation gegliedert. Die ersten drei Teile sind zudem jeweils unterteilt in die beiden Reihen Landkreise/Landgerichte (Reihe I) und Übergreifende Untersuchungen (Reihe II). Die Atlasbände des Teils Altbayern orientieren sich an den bis um 1800 gültigen Landgerichtsbezirken, die der Teile Franken und Schwaben an den bis zur bayerischen Gebietsreform von 1972 bestehenden Landkreisen.
Was die Reihe I betrifft, ist derzeit (Mai 2015) der größere Teil Bayerns bereits abgedeckt. Die im Rahmen der Reihe I noch ausstehenden Gebiete sind bereits in Bearbeitung (nähere Informationen in der Tabelle). Im Teil Altbayern fehlen noch 7 (von 71), im Teil Franken noch 15 (von 54) und im Teil Schwaben noch 4 Bände (von 22) der Reihe I.
Die Bände 1 der Reihen II scheinen für territoriale Übersichtskarten der Zeit um 1800 reserviert zu sein.
Der Abschluss des Gesamtwerks ist für 2030 geplant. Vergriffene Bände (Stand Dezember 2018: 62) wurden von der Bayerischen Staatsbibliothek digitalisiert und können online eingesehen werden, allerdings sind die Karten oft nicht brauchbar aufbereitet. Die Digitalisate lassen sich als komplette Bände aus der Onlinepräsenz der Bayerischen Staatsbibliothek herunterladen. Die Suche muss über den Autorennamen erfolgen. Die Bände des HAB sind in der Regel in den größeren wissenschaftlichen Bibliotheken oder in den Regionalbibliotheken vorhanden.
Im Rahmen einer Kooperation der Kommission für bayerische Landesgeschichte mit dem Oberösterreichischen Landesarchiv wird an vier weiteren Bänden gearbeitet. Darin soll die Geschichte der sieben ehemaligen bayerischen Landgerichte im heutigen Innviertel aufbereitet werden. Die neuen Bände werden in der Reihe I als neuer Teil Innviertel erscheinen.
Der HAB umfasst derzeit (Mai 2015) 125 Bände (Doppelbände als zwei Bände gezählt).

## Übersicht der Atlasbände
Grundlage für die Angaben ist das Verzeichnis auf der Website der KBL. Andere Quellen sind bei den entsprechenden Angaben vermerkt.
| Teil                    | Reihe | Bandnummer | Bearbeiter/in               | Bandtitel | Altlandkreis, Landgericht o. ä. (bei Reihe I)                                              | Ersch.jahr            | Anmerkungen; Digitalisat                                                                               |  |
| ----------------------- | ----- | ---------- | --------------------------- | --- | ------------------------------------------------------------------------------------------ | --------------------- | --- |  |
| Altbayern               | I     | -/-        | Hiereth                     | Die bayerische Gerichts- und Verwaltungsorganisation vom 13. bis 19. Jahrhundert. Einführung zum Verständnis der Karten und Texte                                  | -/-                                                                                        | 1950                  | |  |
| Altbayern               | I     | 1          | Hiereth                     | Das Landgericht Moosburg | Landgericht Moosburg                                                                       | 1950                  | |  |
| Altbayern               | I     | 2          | Diepolder                   | Das Landgericht Aichach | Landgericht Aichach                                                                        | 1950                  | |  |
| Altbayern               | I     | 3          | Albrecht/Klebel             | Das Landgericht Starnberg | Landgericht Starnberg                                                                      | 1951                  | |  |
| Altbayern               | I     | 4          | Albrecht                    | Das Landgericht Weilheim | Landgericht Weilheim                                                                       | 1952                  | |  |
| Altbayern               | I     | 5          | Piendl                      | Das Landgericht Kötzting | Landgericht Kötzting                                                                       | 1953                  | |  |
| Altbayern               | I     | 6          | Albrecht                    | Die Klostergerichte Benediktbeuern und Ettal | Kloster Benediktbeuern, Kloster Ettal                                                      | 1953                  | |  |
| Altbayern               | I     | 7          | Albrecht                    | Die Fürstpropstei Berchtesgaden | Landgericht Berchtesgaden                                                                  | 1954                  | |  |
| Altbayern               | I     | 8          | Piendl                      | Das Landgericht Cham | Landkreis Cham                                                                             | 1955                  | |  |
| Altbayern               | I     | 9          | Albrecht                    | Grafschaft Werdenfels (Hochstift Freising) | Grafschaft Werdenfels, Hochstift Freising                                                  | 1955                  | |  |
| Altbayern               | I     | 10         | Piendl                      | Herzogtum Sulzbach: Landrichteramt Sulzbach | Landgericht Sulzbach                                                                       | 1957                  | |  |
| Altbayern               | I     | 11/12      | Fried                       | Die Landgerichte Dachau und Kranzberg | Landgericht Dachau, Landgericht Kranzberg                                                  | 1958                  | |  |
| Altbayern               | I     | 13         | Holzfurtner/Sandberger      | Das Landgericht Wolfratshausen | Landgericht Wolfratshausen                                                                 | 1993                  | |  |
| Altbayern               | I     | 14         | Volckamer                   | Das Landgericht Pfaffenhofen und das Pfleggericht Wolnzach | Landgericht Pfaffenhofen, Wolnzach                                                         | 1963                  | |  |
| Altbayern               | I     | 15         | Burkard                     | Die Landgerichte Wasserburg und Kling | Landgericht Wasserburg, Landgericht Kling                                                  | 1965                  | |  |
| Altbayern               | I     | 16         | Heinloth                    | Neumarkt | Landgericht Neumarkt in der Oberpfalz                                                      | 1967                  | |  |
| Altbayern               | I     | 17         | Andrelang                   | Landgericht Aibling und Reichsgrafschaft Hohenwaldeck | Aibling, Hohenwaldeck                                                                      | 1967                  | |  |
| Altbayern               | I     | 18         | Penzkofer                   | Das Landgericht Viechtach und das Pfleggericht Linden | Landkreis Viechtach, Linden                                                                | 1968                  | |  |
| Altbayern               | I     | 19         | Blickle, R.                 | Landgericht Griesbach | Landkreis Griesbach im Rottal, Reichsgrafschaft Ortenburg                                  | 1970                  | |  |
| Altbayern               | I     | 20         | Hofbauer                    | Die Grafschaft Neuburg am Inn | Grafschaft Neuburg                                                                         | 1969                  | |  |
| Altbayern               | I     | 21         | Sturm                       | Tirschenreuth | Landgericht Tirschenreuth                                                                  | 1970                  | |  |
| Altbayern               | I     | 22/23      | Fried/Hiereth               | Landgericht Landsberg und Pfleggericht Rauhenlechsberg / Landgericht, Hochgericht und Landkreis Schongau                                                           | Landgericht Landsberg, Rauhenlechsberg, Landgericht Schongau                               | 1971                  | |  |
| Altbayern               | I     | 24         | Leingärtner                 | Amberg I: Landrichteramt Amberg | Amberg                                                                                     | 1971                  | |  |
| Altbayern               | I     | 25         |                             | |                                                                                            |                       | Noch nicht ersch.                                                                                      |  |
| Altbayern               | I     | 26         | Dülmen                      | Traunstein | Landgericht Traunstein                                                                     | 1970                  | |  |
| Altbayern               | I     | 27         | Rose                        | Deggendorf | Deggendorf                                                                                 | 1971                  | |  |
| Altbayern               | I     | 28         | Lubos                       | Das Landgericht Eggenfelden | Landgericht Eggenfelden                                                                    | 1971                  | Mit einem Anhang von Mayr zum Markt Arnstorf.                                                          |  |
| Altbayern               | I     | 29         | Jungmann-Stadler            | Landkreis Vilshofen: Der historische Raum der Landgerichte Vilshofen und Osterhofen                                                                                | Landgericht Vilshofen, Landgericht Osterhofen                                              | 1972                  | |  |
| Altbayern               | I     | 30         | Helwig, Otto                | Das Landgericht Landau a. d. Isar | Landgericht Landau an der Isar                                                             | 1972                  | |  |
| Altbayern               | I     | 31         | Louis                       | Pfarrkirchen: Die Pfleggerichte Reichenberg und Julbach und die Herrschaft Ering-Frauenstein                                                                       | Pfarrkirchen, Reichenberg, Julbach, Ering-Frauenstein                                      | 1973                  | |  |
| Altbayern               | I     | 32         | Freundorfer                 | Straubing: Landgericht, Rentkastenamt und Stadt | Landkreis Straubing                                                                        | 1974                  | |  |
| Altbayern               | I     | 33         | Stahleder/Steigelmann       | Hochstift Freising (Freising, Ismaning, Burgrain) | Freising, Ismaning, Burgrain                                                               | 1974                  | |  |
| Altbayern               | I     | 34         | Burkhardt                   | Regen: Landgerichte Zwiesel und Regen, Pfleggericht Weißenstein | Landgericht Regen, Zwiesel, Weißenstein                                                    | 1975                  | |  |
| Altbayern               | I     | 35         | Veit                        | Passau: Das Hochstift | Landkreis Passau, Landkreis Freyung-Grafenau                                               | 1978                  | |  |
| Altbayern               | I     | 36         | Stahleder                   | Mühldorf am Inn: Landgerichte Neumarkt, Kraiburg, Mörmoosen und die Stadt Mühldorf                                                                                 | Mühldorf am Inn, Neumarkt, Kraiburg, Mörmoosen                                             | 1976                  | |  |
| Altbayern               | I     | 37         | Schwarz                     | Vilsbiburg: Die Entstehung und Entwicklung der Herrschaftsformen im niederbayerischen Raum zwischen Isar und Rott                                                  | Landgericht Vilsbiburg                                                                     | 1976                  | |  |
| Altbayern               | I     | 38         | Diepolder/Dülmen/Sandberger | Rosenheim: Die Landgerichte Rosenheim und Auerburg und die Herrschaften Hohenaschau und Wildenwart                                                                 | Landgericht Rosenheim, Auerburg, Hohenaschau, Wildenwart                                   | 1978                  | |  |
| Altbayern               | I     | 39         | Bernd                       | Vohenstrauß: Pflegamt Tännesberg-Treswitz, Amt Vohenstrauß, Pflegamt Pleystein, Landgrafschaft Leuchtenberg, Herrschaft Waldthurn                                  | Vohenstrauß, Tännesberg-Treswitz, Pleystein, Leuchtenberg, Waldthurn                       | 1977                  | |  |
| Altbayern               | I     | 40         | Sturm                       | Kemnath | Landkreis Kemnath                                                                          | 1975 (Nachdruck 1992) | |  |
| Altbayern               | I     | 41         | Schmid                      | Regensburg I: Das Landgericht Stadtamhof, die Reichsherrschaften Donaustauf und Wörth                                                                              | Regensburg, Landgericht Stadtamhof, Donaustauf, Wörth                                      | 1976                  | |  |
| Altbayern               | I     | 42         | Hamann                      | Schrobenhausen | Landkreis Schrobenhausen                                                                   | 1977                  | |  |
| Altbayern               | I     | 43         | Becher                      | Landshut. Die Stadt Landshut und das Landgericht Rottenburg | Landshut, Rottenburg                                                                       | 1978                  | |  |
| Altbayern               | I     | 44         | Schmitz-Pesch               | Roding: Die Pflegämter Wetterfeld und Bruck | Roding, Wetterfeld, Bruck                                                                  | 1986                  | |  |
| Altbayern               | I     | 45         | Jungmann-Stadler            | Grafenau: Die Gerichte Bärnstein, Dießenstein und Hals | Grafenau, Bärnstein, Dießenstein, Hals                                                     | 1992                  | |  |
| Altbayern               | I     | 46         | Freilinger                  | Ingolstadt und die Gerichte Gerolfing, Kösching, Stammham-Etting, Vohburg, Mainburg und Neustadt a. d. Donau                                                       | Ingolstadt, Gerolfing, Kösching, Stammham-Etting, Vohburg, Mainburg, Neustadt an der Donau | 1977                  | |  |
| Altbayern               | I     | 47         | Sturm                       | Neustadt an der Waldnaab – Weiden: Gemeinschaftsamt Parkstein, Grafschaft Störnstein, Pflegamt Floß (Flossenbürg)                                                  | Neustadt an der Waldnaab, Weiden, Parkstein, Störnstein, Floß (Flossenbürg)                | 1978                  | |  |
| Altbayern               | I     | 48         | Mayr                        | Ebersberg: Gericht Schwaben | Ebersberg, Landgericht Schwaben                                                            | 1989                  | |  |
| Altbayern               | I     | 49         |                             | |                                                                                            |                       | Noch nicht ersch.                                                                                      |  |
| Altbayern               | I     | 50         | Müller-Luckner              | Nabburg | Nabburg                                                                                    | 1981                  | |  |
| Altbayern               | I     | 51         | Jehle                       | Parsberg: Pflegämter Hemau, Laaber, Beratzhausen (Ehrenfels), Lupburg, Velburg, Mannritterlehengut                                                                 | Parsberg, Hemau, Laaber, Beratzhausen (Ehrenfels), Lupburg, Velburg                        | 1981                  | |  |
| Altbayern               | I     | 52         | Nutzinger                   | Neunburg vorm Wald | Neunburg vorm Wald                                                                         | 1982                  | |  |
| Altbayern               | I     | 53         | Pölsterl                    | Mallersdorf: Das Landgericht Kirchberg, die Pfleggerichte Eggmühl und Abbach                                                                                       | Mallersdorf, Kirchberg, Eggmühl, Abbach                                                    | 1979                  | |  |
| Altbayern               | I     | 54         | Holzfurtner/Sandberger      | Das Klostergericht Tegernsee | Tegernsee                                                                                  | 1985                  | |  |
| Altbayern               | I     | 55         | Reindel-Schedl              | Laufen an der Salzach: Die alt-salzburgischen Pfleggerichte Laufen, Staufeneck, Teisendorf, Tittmoning und Waging                                                  | Laufen an der Salzach, Staufeneck, Teisendorf, Tittmoning, Waging                          | 1989                  | |  |
| Altbayern               | I     | 56         | Mages                       | Waldmünchen | Waldmünchen                                                                                | 1991                  | |  |
| Altbayern               | I     | 57         | Gruber-Groh                 | Reichenhall | Reichenhall                                                                                | 1995                  | |  |
| Altbayern               | I     | 58         | Herleth-Krentz/Mayr         | Das Landgericht Erding | Erding                                                                                     | 1997                  | |  |
| Altbayern               | I     | 59         | Janker                      | Grafschaft Haag | Haag                                                                                       | 1996                  | |  |
| Altbayern               | I     | 60         | Schmid                      | Regensburg: Reichsstadt – Fürstbischof – Reichsstifte – Herzogshof                                                                                                 | Regensburg                                                                                 | 1995                  | |  |
| Altbayern               | I     | 61         | Mages                       | Oberviechtach | Oberviechtach                                                                              | 1996                  | |  |
| Altbayern               | I     | 62         | Piendl/Holzfurtner          | Mitterfels | Mitterfels                                                                                 | 2002                  | |  |
| Altbayern               | I     | 63         | Schwaab                     | Altötting. Das Landgericht Neuötting, das Stadtgericht Burghausen und die Gerichte Wald und Leonberg-Marktl                                                        | Altötting, Neuötting, Burghausen, Wald, Leonberg-Marktl                                    | 2005                  | |  |
| Altbayern               | I     | 64         | Mages                       | Kelheim: Pfleggericht und Kastenvogteigericht | Kelheim                                                                                    | 2010                  | |  |
| Altbayern               | I     | 65         | Stadlbauer                  | Der Altlandkreis Dingolfing | Landkreis Dingolfing                                                                       | 2015                  | |  |
| Altbayern               | I     | 66         | Schmid                      | Regensburg II: Landgericht Haidau | Regensburg                                                                                 | 2014                  | |  |
| Altbayern               | I     | 67         | Mages                       | Abensberg | Kelheim                                                                                    | 2015                  | |  |
| Altbayern               | I     | 68         | Mages                       | Riedenburg: Die Pfleggerichte Riedenburg, Altmannstein und Dietfurt                                                                                                | Landkreis Riedenburg                                                                       | 2021                  | |  |
| Altbayern               | I     |            | Ackermann                   | Eschenbach-Auerbach | Auerbach, Eschenbach                                                                       |                       | Noch nicht erschienen. In Bearbeitung.                                                                 |  |
| Altbayern               | I     |            |                             | | Vilseck, Hirschau, Freudenberg, Rieden                                                     |                       | Noch nicht ersch.                                                                                      |  |
| Altbayern               | I     |            |                             | | Schwandorf, Burglengenfeld                                                                 |                       | Noch nicht ersch.                                                                                      |  |
| Altbayern               | I     |            |                             | | Haiden                                                                                     |                       | Noch nicht ersch.                                                                                      |  |
| Altbayern               | I     |            |                             | | München                                                                                    |                       | Noch nicht ersch.                                                                                      |  |
| Altbayern               | I     |            |                             | | Tölz                                                                                       |                       | Noch nicht ersch.                                                                                      |  |
| Altbayern               | II    | 1          |                             | |                                                                                            |                       | Noch nicht ersch. Territoriale Übersichtskarte Altbayern um 1800?                                      |  |
| Altbayern               | II    | 2          | Sturm                       | Districtus Egranus | -/-                                                                                        | 1981                  | |  |
| Altbayern               | II    | 3          | Ambronn                     | Landsassen und Landsassengüter des Fürstentums der Oberen Pfalz im 16. Jahrhundert                                                                                 | -/-                                                                                        | 1982                  | |  |
| Altbayern               | II    | 4          | Holzfurtner                 | Die Grafschaft der Andechser. Comitatus und Grafschaft in Bayern 1000–1180                                                                                         | -/-                                                                                        | 1994                  | |  |
| Altbayern               | II    | 5          | Loibl                       | Der Herrschaftsraum der Grafen von Vornbach und ihrer Nachfolger                                                                                                   | -/-                                                                                        | 1997                  | |  |
| Franken                 | I     | 1          | Hofmann                     | Höchstadt – Herzogenaurach | Landkreis Höchstadt an der Aisch                                                           | 1951                  | |  |
| Franken                 | I     | 2          | Hofmann                     | Neustadt – Windsheim | Landkreis Neustadt an der Aisch, Windsheim                                                 | 1953                  | |  |
| Franken                 | I     | 3          | Guttenberg/Hofmann          | Stadtsteinach | Landkreis Stadtsteinach                                                                    | 1953                  | |  |
| Franken                 | I     | 4          | Hofmann                     | Nürnberg – Fürth | Landkreis Nürnberg, Landkreis Fürth                                                        | 1954                  | |  |
| Franken                 | I     | 5          | Bog                         | Forchheim | Landkreis Forchheim                                                                        | 1955                  | |  |
| Franken                 | I     | 6          | Hirschmann                  | Eichstätt: Beilngries – Eichstätt – Greding | Landkreis Eichstätt, Landkreis Beilngries, Greding                                         | 1959                  | |  |
| Franken                 | I     | 7          | Weiß                        | Lichtenfels – Staffelstein | Landkreis Lichtenfels, Landkreis Staffelstein                                              | 1959                  | |  |
| Franken                 | I     | 8          | Hofmann                     | Gunzenhausen – Weißenburg | Landkreis Gunzenhausen, Landkreis Weißenburg in Bayern                                     | 1960                  | |  |
| Franken                 | I     | 9          | Riedenauer                  | Karlstadt | Landkreis Karlstadt                                                                        | 1963                  | |  |
| Franken                 | I     | 10         | Störmer                     | Marktheidenfeld | Landkreis Marktheidenfeld                                                                  | 1962                  | |  |
| Franken                 | I     | 11         | Richter                     | Gemünden | Landkreis Gemünden am Main                                                                 | 1963                  | |  |
| Franken                 | I     | 12         | Christ                      | Aschaffenburg. Grundzüge der Verwaltung des Mainzer Oberstifts und des Dalbergstaates                                                                              | Landkreis Aschaffenburg                                                                    | 1963                  | |  |
| Franken                 | I     | 13         | Kößler                      | Hofheim | Landkreis Hofheim in Unterfranken                                                          | 1964                  | |  |
| Franken                 | I     | 14         | Schwemmer/Voit              | Lauf – Hersbruck | Landkreis Lauf an der Pegnitz, Landkreis Hersbruck                                         | 1967                  | |  |
| Franken                 | I     | 15         | Maierhöfer                  | Ebern | Landkreis Ebern                                                                            | 1964                  | |  |
| Franken                 | I     | 16         | Weber                       | Kitzingen | Landkreis Kitzingen                                                                        | 1967                  | |  |
| Franken                 | I     | 17         | Wohner                      | Obernburg | Landkreis Obernburg am Main                                                                | 1968                  | |  |
| Franken                 | I     | 18         | Fächer                      | Alzenau | Landkreis Alzenau                                                                          | 1968                  | |  |
| Franken                 | I     | 19         |                             | | Schweinfurt                                                                                |                       | Noch nicht erschienen. In Bearbeitung.                                                                 |  |
| Franken                 | I     | 20         |                             | | Scheinfeld-Uffenheim                                                                       |                       | Noch nicht erschienen. In Bearbeitung.                                                                 |  |
| Franken                 | I     | 21         | Weiß                        | Stadt- und Landkreis Bamberg | SK Bamberg LK Bamberg                                                                      | 1974                  | |  |
| Franken                 | I     | 22         |                             | | Ebermannstadt                                                                              |                       | Noch nicht erschienen. In Bearbeitung.                                                                 |  |
| Franken                 | I     | 23         | Wich                        | Brückenau, Hammelburg | Brückenau, Hammelburg                                                                      | 1973                  | |  |
| Franken                 | I     | 24         | Wießner                     | Hilpoltstein | Hilpoltstein                                                                               | 1978                  | |  |
| Franken                 | I     | 25         | Störmer/Vocke               | Miltenberg. Die Ämter Amorbach und Miltenberg des Mainzer Oberstifts als Modelle geistlicher Territorialität und Herrschaftsintensivierung                         | Landkreis Miltenberg                                                                       | 1979                  | |  |
| Franken                 | I     | 26         | Erwin Riedenauer            | Gerolzhofen, Der ehemalige Landkreis (2 Bände) | Landkreis Gerolzhofen                                                                      | 2023                  | (ausgeliefert Ende 2024)                                                                               |  |
| Franken                 | I     | 27         | Wagner                      | Neustadt an der Saale | Landkreis Bad Neustadt an der Saale                                                        | 1982                  | |  |
| Franken                 | I     | 28         | Eigler                      | Schwabach | Landkreis Schwabach                                                                        | 1990                  | |  |
| Franken                 | I     | 29         | Wagner                      | Mellrichstadt | Landkreis Mellrichstadt                                                                    | 1992                  | |  |
| Franken                 | I     | 30         | Winkler                     | Bayreuth | Landkreis Bayreuth                                                                         | 1999                  | |  |
| Franken                 | I     | 31         |                             | | Wunsiedel                                                                                  |                       | Noch nicht erschienen. In Bearbeitung.                                                                 |  |
| Franken                 | I     | 32         | Demattio                    | Kronach | Landkreis Kronach                                                                          | 1998                  | |  |
| Franken                 | I     | 33         | Tittmann                    | Haßfurt | Landkreis Haßfurt                                                                          | 2003                  | |  |
| Franken                 | I     | 34         | Christ                      | Lohr am Main. Der ehemalige Landkreis | Landkreis Lohr am Main                                                                     | 2003                  | |  |
| Franken                 | I     | 35         | Jehle                       | Ansbach. Die markgräflichen Oberämter Ansbach, Colmberg-Leutershausen, Windsbach, das Nürnberger Pflegamt Lichtenau und das Deutschordensamt (Wolframs-)Eschenbach | Landkreis Ansbach                                                                          | 2009                  | |  |
| Franken                 | I     | 36         | Wagner                      | Kissingen. Stadt- und Altlandkreis | Landkreis Kissingen                                                                        | 2009                  | |  |
| Franken                 | I     |            | Horling                     | | Landkreis Ochsenfurt                                                                       |                       | Noch nicht erschienen. In Bearbeitung.                                                                 |  |
| Franken                 | I     | 38         | Barth                       | Kulmbach. Stadt- und Altlandkreis | Landkreis Kulmbach                                                                         | 2013                  | |  |
| Franken                 | I     | 39         | Haberlah-Pohl               | Münchberg. Der Altlandkreis | Landkreis Münchberg                                                                        | 2012                  | |  |
| Franken                 | I     | 40         | Teresa Neumeyer             | Dinkelsbühl. Der ehemalige Landkreis | Landkreis Dinkelsbühl                                                                      | 2018                  | |  |
| Franken                 | I     |            | Matthias Körner             | | Naila                                                                                      |                       | Noch nicht erschienen. In Bearbeitung.                                                                 |  |
| Franken                 | I     |            | Manfred Jehle               | | Feuchtwangen                                                                               |                       | Noch nicht erschienen. In Bearbeitung.                                                                 |  |
| Franken                 | I     |            | Wagner                      | | Königshofen                                                                                |                       | Noch nicht erschienen. In Bearbeitung.                                                                 |  |
| Franken                 | I     |            | Andreas Jakob               | | Erlangen                                                                                   |                       | Noch nicht erschienen. In Bearbeitung.                                                                 |  |
| Franken                 | I     |            | Schieber †                  | | Pegnitz                                                                                    |                       | Noch nicht erschienen. In Bearbeitung.                                                                 |  |
| Franken                 | I     |            | Monika Riemer               | | Würzburg-Land                                                                              |                       | Noch nicht erschienen. In Bearbeitung.                                                                 |  |
| Franken                 | I     |            | Markus Naser                | | Rothenburg                                                                                 |                       | Noch nicht erschienen. In Bearbeitung.                                                                 |  |
| Franken                 | I     |            |                             | | Hof                                                                                        |                       | Noch nicht erschienen. In Bearbeitung.                                                                 |  |
| Franken                 | I     |            |                             | | Rehau, Selb                                                                                |                       | Noch nicht erschienen.                                                                                 |  |
| Franken                 | I     |            |                             | | Coburg, Neustadt                                                                           |                       | Noch nicht erschienen.                                                                                 |  |
| Franken                 | II    | 1          | Hofmann                     | Mittel- und Oberfranken am Ende des Alten Reiches (1792) | -/-                                                                                        | 1954                  | Territoriale Übersichtskarte Mittel- und Oberfranken 1792.                                             |  |
| Franken                 | II    | 1a         | Hofmann                     | Unterfranken und Aschaffenburg mit den Hennebergischen und Hohenlohischen Landen am Ende des Alten Reiches (1792)                                                  | -/-                                                                                        | 1956                  | Territoriale Übersichtskarte Unterfranken 1792.                                                        |  |
| Franken                 | II    | 2          | Hofmann                     | Franken seit dem Ende des Alten Reiches (1790–1945) | -/-                                                                                        | 1956                  | |  |
| Franken                 | II    | 3          | Castell-Castell/Hofmann     | Die Grafschaft Castell am Ende des Alten Reiches (1792) | -/-                                                                                        | 1955                  | |  |
| Schwaben                | I     | 1          | Hiereth                     | Die Landgerichte Friedberg und Mering | Landkreis Friedberg (Bayern)                                                               | 1952                  | |  |
| Schwaben                | I     | 2          | Hufnagl/Hiereth             | Das Landgericht Rain | Rain                                                                                       | 1966                  | |  |
| Schwaben                | I     | 3          | Fehn                        | Wertingen | Landkreis Wertingen                                                                        | 1967                  | |  |
| Schwaben                | I     | 4          | Blickle, P.                 | Memmingen | Landkreis Memmingen                                                                        | 1967                  | |  |
| Schwaben                | I     | 5          | Ott                         | Lindau | Lindau                                                                                     | 1968                  | |  |
| Schwaben                | I     | 6          | Blickle, P.                 | Kempten | Landkreis Kempten                                                                          | 1968                  | |  |
| Schwaben                | I     | 7          | Vogel                       | Mindelheim | Landkreis Mindelheim                                                                       | 1970                  | |  |
| Schwaben                | I     | 8          | Kudorfer                    | Nördlingen | Landkreis Nördlingen                                                                       | 1974                  | |  |
| Schwaben                | I     | 9          | Rump                        | Füssen | Landkreis Füssen                                                                           | 1977                  | |  |
| Schwaben                | I     | 10         | Schröder                    | Stadt Augsburg | Augsburg                                                                                   | 1975                  | |  |
| Schwaben                | I     | 11         | Jahn                        | Augsburg Land | Landkreis Augsburg                                                                         | 1984                  | |  |
| Schwaben                | I     | 12         | Hahn                        | Krumbach | Landkreis Krumbach (Schwaben)                                                              | 1982                  | |  |
| Schwaben                | I     | 13         | Wüst                        | Günzburg | Landkreis Günzburg                                                                         | 1983                  | |  |
| Schwaben                | I     | 14         | Eisinger-Schmidt            | Marktoberdorf | Landkreis Marktoberdorf                                                                    | 1985                  | |  |
| Schwaben                | I     | 15         | Bauer                       | Schwabmünchen | Landkreis Schwabmünchen                                                                    | 1994                  | |  |
| Schwaben                | I     | 16         | Nadler                      | Neuburg an der Donau. Das Landgericht Neuburg und die Pfleggerichte Burgheim und Reichertshofen                                                                    | Landkreis Neuburg an der Donau                                                             | 2004                  | |  |
| Schwaben                | I     | 17         | Pfister                     | Donauwörth. Der ehemalige Landkreis | Landkreis Donauwörth                                                                       | 2009                  | |  |
| Schwaben                | I     | 18         | Hadry                       | Neu-Ulm. Der Altlandkreis. | Landkreis Neu-Ulm                                                                          | 2012                  | |  |
| Schwaben                | I     | 19         | Regina Hindelang            | Dillingen an der Donau. Der Altlandkreis | Landkreis Dillingen an der Donau                                                           | 2023                  | |  |
| Schwaben                | I     |            | Thomas Reich                | Herrschaftsbildung und Herrschaftskräfte auf dem Gebiet des Altlandkreises Illertissen                                                                             | Landkreis Illertissen                                                                      |                       | Noch nicht im Druck erschienen. Ende 2000 abgeschlossene Dissertation. 2005 Elektronisch publiziert    |  |
| Schwaben                | I     | „19“?      | Thomas Reich                | | Landkreis Illertissen                                                                      |                       | Noch nicht erschienen. In Bearbeitung.                                                                 |  |
| Schwaben                | I     |            | Helmut Mayer                | | Sonthofen                                                                                  |                       | Noch nicht erschienen. In Bearbeitung.                                                                 |  |
| Schwaben                | I     |            | Katharina Steif             | | Kaufbeuren                                                                                 |                       | Noch nicht erschienen. In Bearbeitung.                                                                 |  |
| Schwaben                | II    | 1          |                             | | -/-                                                                                        |                       | Noch nicht erschienen. „Gesamtkarte Schwaben am Ende des Alten Reiches“ von P. Fried (verstorben 2013) |  |
| Schwaben                | II    | 2          | Liebhart                    | Die Reichsabtei Sankt Ulrich und Afra zu Augsburg. Studien zu Besitz und Herrschaft (1006–1803)                                                                    | -/-                                                                                        | 1982                  | |  |
| Schwaben                | II    | 3          | Kudorfer                    | Die Grafschaft Oettingen. Territorialer Bestand und innerer Aufbau (um 1140 bis 1806)                                                                              | -/-                                                                                        | 1985                  | |  |
| Schwaben                | II    |            | Kata                        | (Stadt Kempten) | -/-                                                                                        |                       | Noch nicht erschienen. In Bearbeitung.                                                                 |  |
| Innviertel              | I     | 1          | Schwentner                  | Das Landgericht Schärding | Gerichtsbezirk Schärding                                                                   | 2014                  | |  |
| Innviertel              | I     | 2          | Schwentner/Allmannsberger   | Das Landgericht Ried | Gerichtsbezirk Ried im Innkreis                                                            | 2017                  | |  |
| Innviertel              | I     |            | Brandner                    | (Landgericht Braunau) |                                                                                            |                       | Noch nicht erschienen. In Bearbeitung.                                                                 |  |
| Innviertel              | I     |            | Schwentner                  | (Landgerichte Friedburg, Mattighofen und Uttendorf) |                                                                                            |                       | Noch nicht erschienen. In Bearbeitung.                                                                 |  |
| Kirchliche Organisation | -/-   | 1          | Simon                       | Die evangelische Kirche | -/-                                                                                        | 1960                  | |  |